# جان رينال
جان رينال (1933-1979) (بالإنجليزية: Jean Raynal)‏ هو عالم نبات فرنسي.